# El Casar de Escalona
El Casar de Escalona es un municipio español de la provincia de Toledo, en la comunidad autónoma de Castilla-La Mancha. La población del término municipal, que asciende a 2128 habitantes (INE 2024), se encuentra dividida entre el casco urbano, la urbanización Cerro Alberche y otras urbanizaciones creadas en las décadas de 1970 y 1980, muchas de ellas aún pendientes de su legalización.

## Toponimia
El término "El Casar" significa conjunto de casas que llegan a formar pueblo. El calificativo "de Escalona" se debe a que formó parte del antiguo señorío de Escalona. Anteriormente se denominó "El Casar del Alberche" o bien "Casas del Alberche".

## Geografía
El municipio se encuentra situado en la comarca de Torrijos y linda con los términos municipales de Nombela, Hormigos, Otero y Los Cerralbos, todos de Toledo.
Por su término discurre el Alberche a unos dos kilómetros al norte de la población.

## Historia
Tras la reconquista, a mediados del siglo XII, comienza a repoblarse la zona con caseríos, entre ellos el denominado El Casar de Alberche que pasaría a llamarse El Casar de Escalona al pasar a formar parte del Señorío de Escalona.
En 1634 Felipe IV le otorga el título de Villa.

## Demografía
Cuenta con una población de 2128 habitantes (INE 2024).
| Gráfica de evolución demográfica de El Casar de Escalona entre 1842 y 2021                                            |
| |
| Población de derecho según los censos de población del INE. Población de hecho según los censos de población del INE. |

Actualmente la población aumenta constantemente después de muchos años de descenso. Su relativa cercanía a Madrid y el desarrollo urbanístico, han propiciado la llegada de inmigrantes al municipio.
| 909                       | 921 | 961 | 986 | 1019 | 1217 | 1386 | 1589 | 2145 | 2179 | 2225 | 2175 | 2063 |
| (Fuente: INE [Consultar]) |     |     |     |      |      |      |      |      |      |      |      |      |

NOTA: La cifra de 1996 está referida a 1 de mayo y el resto a 1 de enero.

## Administración
| Periodo   | Nombre                        | Partido |
| --------- | ----------------------------- | ------- |
| 1979-1983 | Reyes Muro Valencia           | AP      |

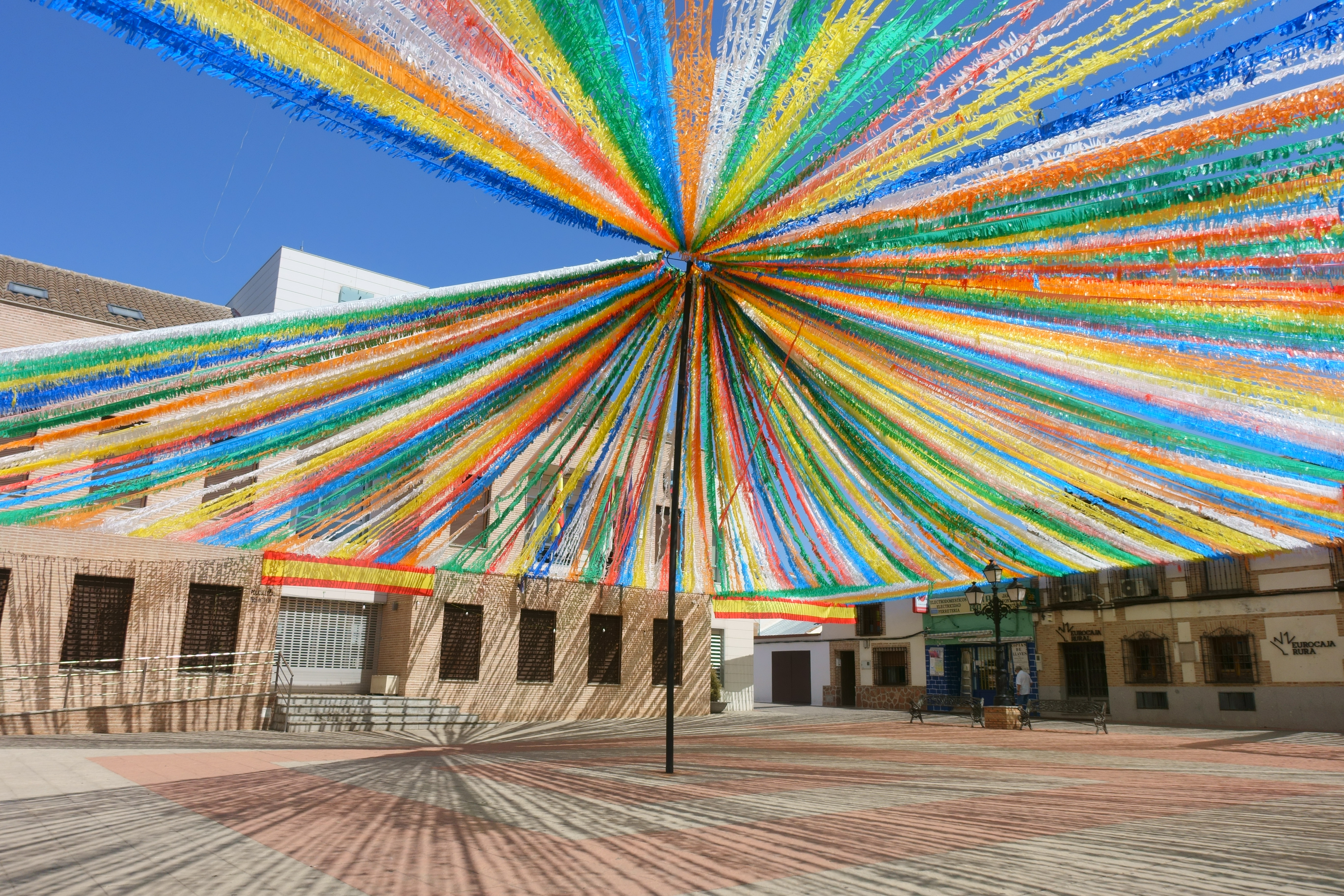
Plaza del Ayuntamiento, con la casa consistorial

| 1983-1987 | Miguel Ángel Palencia Esteban | AP      |
| 1987-1991 | Miguel Ángel Palencia Esteban | AP / PP |
| 1991-1995 | Miguel Ángel Palencia Esteban | PP      |
| 1995-1999 | Justino Martín Escobar        | PP      |
| 1999-2003 | Justino Martín Escobar        | PP      |
| 2003-2007 | María Soledad Bermúdez Tejada | PP      |
| 2007-2011 | María Soledad Bermúdez Tejada | PP      |
| 2011-2015 | Valentín Durán López          | UCIT    |
| 2015-2019 | Israel Roberto Pérez Jiménez  | PP      |
| 2019-2023 | Israel Roberto Pérez Jiménez  | PP      |
| 2023-act. | Israel Roberto Pérez Jiménez  | PP      |

## Patrimonio

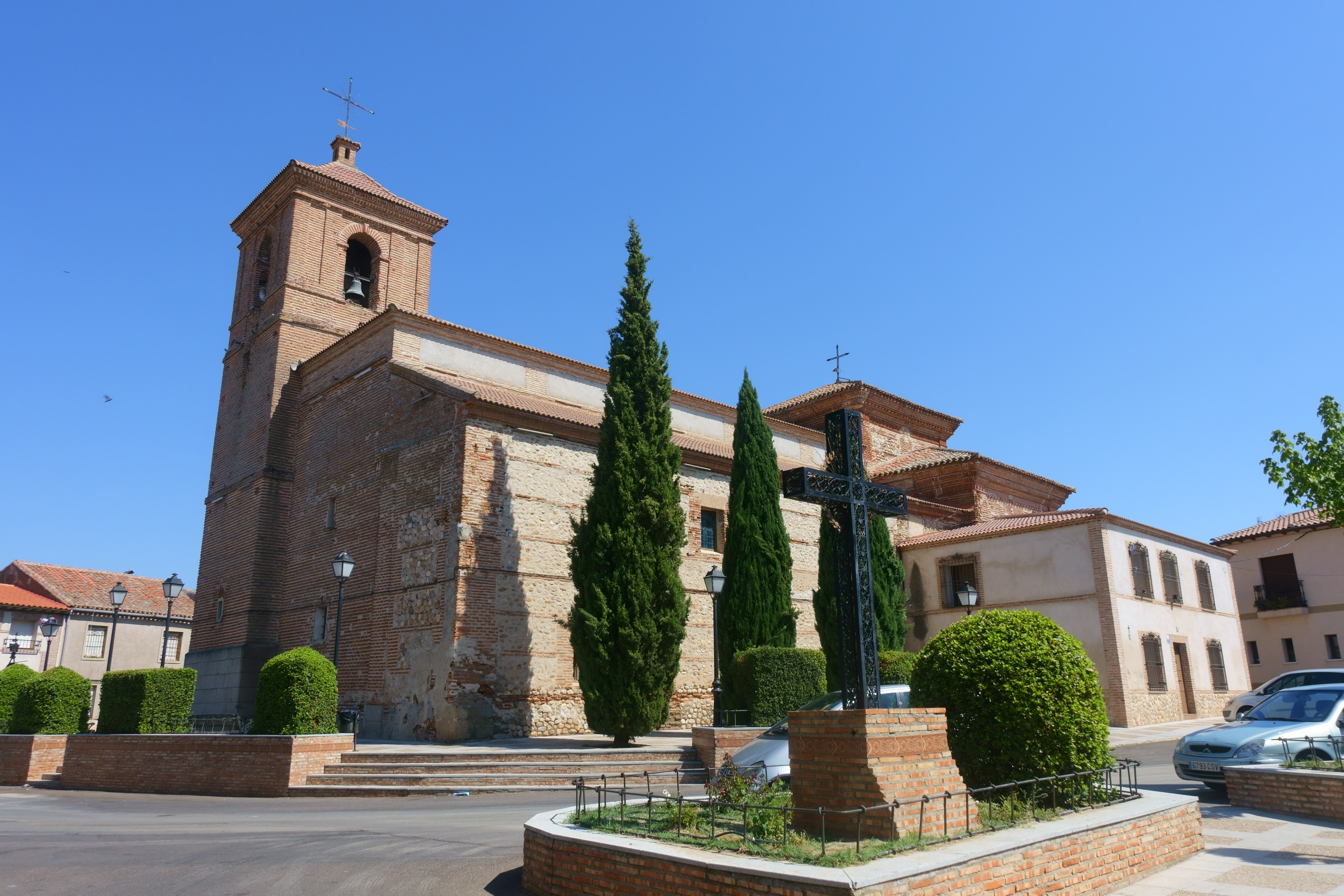
Iglesia de San Julián y Santa Basilisa

A destacar la iglesia de San Julián y de Santa Basilia y la ermita de San Roque.

## Fiestas
- Segundo domingo de mayo: romería al río Alberche de Nuestra Señora de Hortum Sancho .
- 16 de agosto: San Roque.